# Бобові культури

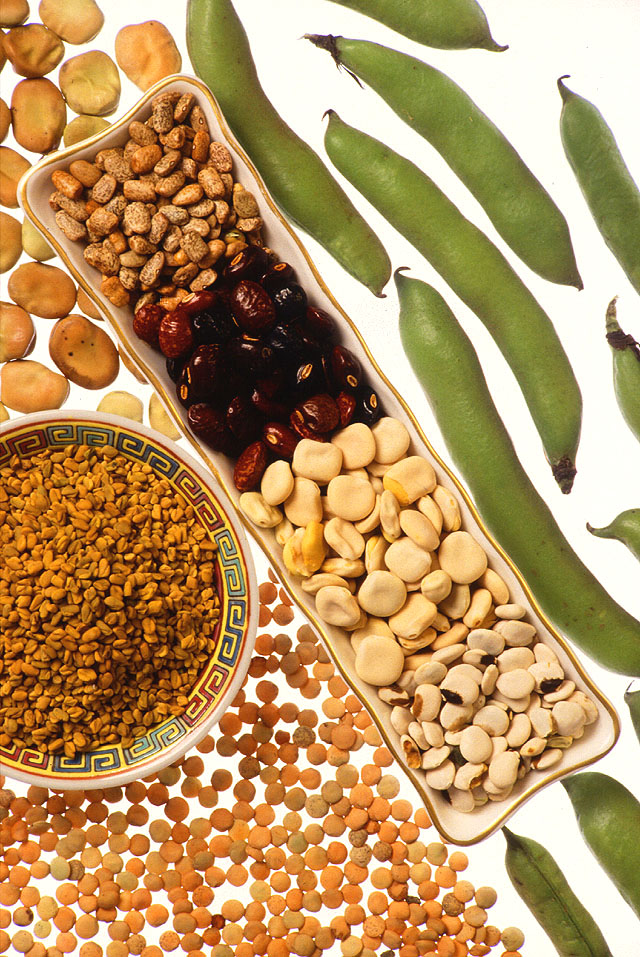
Різні види бобів

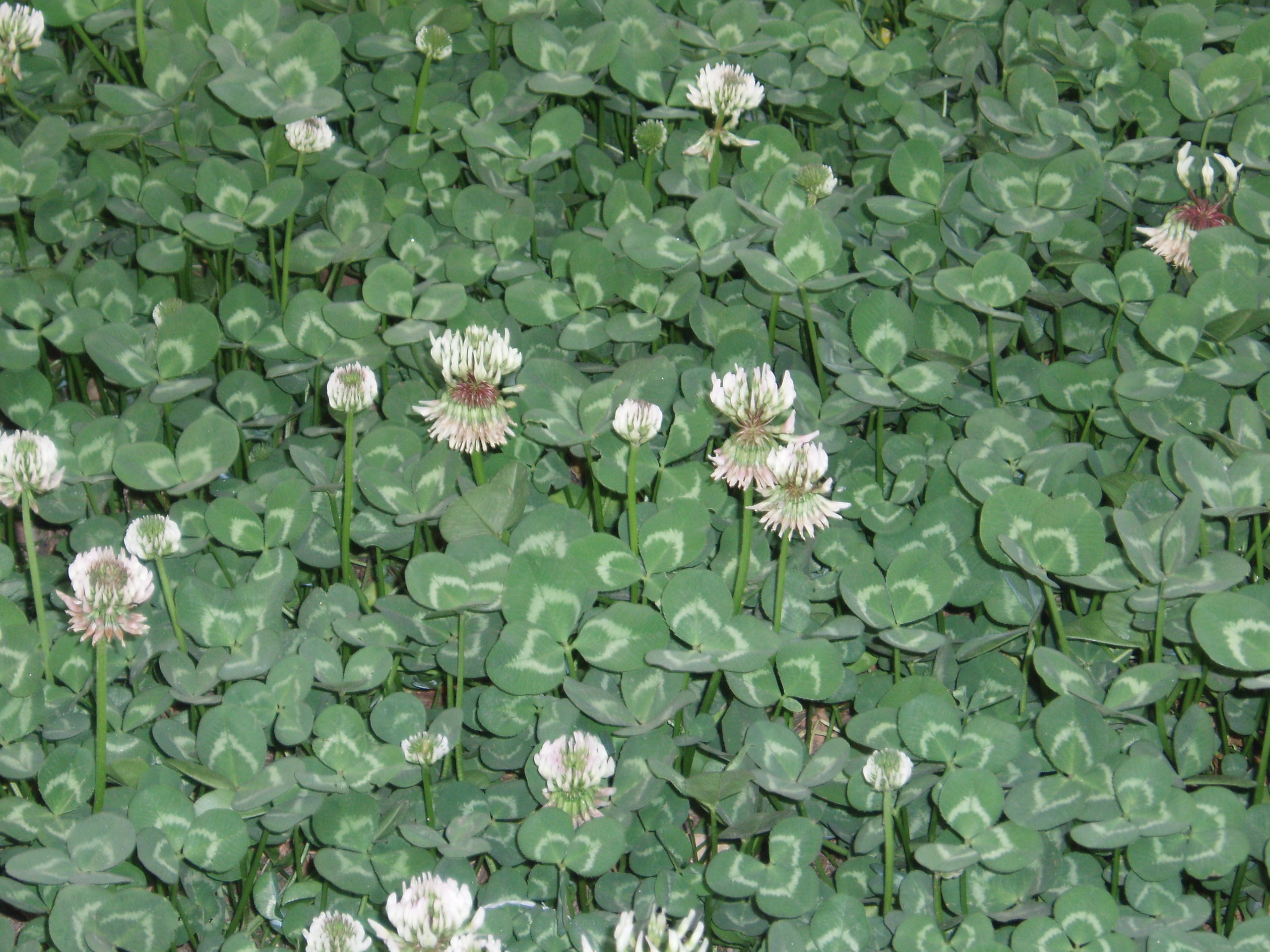
Конюшина

Бобові культури — рослини порядку бобовоцвітих, які вирощуються як сільськогосподарські культури. Умовно виділяють овочеві і кормові бобові культури.
Овочеві бобові культури призначені для вживання в їжу: у вигляді зерен, або бобів (зернобобові культури: горох, квасоля, соя, сочевиця), або у вигляді зелених стручків (стручкова квасоля, горох).
Кормові бобові культури призначені для годівлі сільськогосподарських тварин (люцерна, конюшина, люпин, буркун).
Овочеві та кормові бобові культури можуть вирощуватися і для технічних цілей: сидерації, спільних посадок (садовий біб), виробництва лікарської сировини та інших. Деякі культури використовують в декоративних цілях (люпин, запашний горошок).
Бобові культури вирізняються тим, що більшість з них мають симбіотичні азотфікуючі бактерії в структурах, що називаються кореневими вузлами. З цієї причини вони відіграють ключову роль у сівозміні.